# Luis Leante
Luis Leante (Caravaca de la Cruz, 6 de junho de 1963) é um escritor, jornalista, ensaista e professor espanhol, laureado com o Prêmio Alfaguara de 2007.
Leante formou em Filologia Clássica pela Universidade de Múrcia. Ele viveu em Alicante, desde 1992, onde trabalhou como professor do ensino médio até 2009. Ele publicou seu primeiro romance aos 20 anos, mas não foi até 2007, depois de vencer o Prêmio Alfaguara com sua novela Olha como eu te amo (em espanhol, Mira si yo te querré), que começou a dedicar-se inteiramente à literatura. Seu romance mais recente, A lua vermelha (em espanhol, La luna roja), publicado em Espanha em 2009, é uma história emocionante entre um escritor e tradutor, entre Alicante, Berlim e Istambul.

### Infantis
- La puerta trasera del paraíso (2007).
- Rebelión en Nueva Granada (2008).
- Justino Lumbreras detective privado (2012).
- Justino Lumbreras y el fantasma del museo (2012).
- Justino Lumbreras y el collar de Cleopatra (2013).
- Justino Lumbreras y el Gran Caruso (2013).
- Huye sin mirar atrás (2016).
- Maneras de vivir (2020).